# 所沢 (小惑星)
所沢（ところざわ、7038 Tokorozawa）は小惑星帯の小惑星である。埼玉県のアマチュア天文家、佐藤直人が1995年に発見した。
1911年、日本で最初の飛行場が所沢に開設され100周年になることに因んで2011年6月に命名された。
日本初の航空機専用飛行場が埼玉県入間郡所沢町に完成し徳川好敏大尉が操縦するフランス製複葉機アンリ・ファルマン機の試験飛行を1911年4月5日に行なった。